# Langpanggang
Langpanggang is een bestuurslaag in het regentschap Bangkalan van de provincie Oost-Java, Indonesië. Langpanggang telt 2098 inwoners (volkstelling 2010).